# Russell SE
El Russell SE o pic de Russel SE és un avantcim del Pic de Russell de 3.205 m d'altitud i una prominència d'11 m que es troba al massís de la Maladeta, a la província d'Osca (Aragó).